# Ole (Hiiumaa)
Koordinaten: 58° 46′ N, 22° 30′ O
Ole ist ein Dorf (estnisch küla) in der Landgemeinde Hiiumaa (bis 2017: Landgemeinde Emmaste). Es liegt auf der zweitgrößten estnischen Insel Hiiumaa (deutsch Dagö), mit direktem Zugang zur Ostsee.
Ole hat zwei Einwohner (Stand 31. Dezember 2011).
Der 5,5 × 4,0 × 3,6 m messende Findling im Ort wird Nõrgakivi genannt. Er hat einen Umfang von 19 Metern.